# Panacea lysimache
Panacea lysimache är en fjärilsart som beskrevs av Frederick DuCane Godman och Osbert Salvin 1883. Panacea lysimache ingår i släktet Panacea och familjen praktfjärilar. Inga underarter finns listade i Catalogue of Life.